# Vivalda Ndula
Vivalda Ndula (nascida Vivalda Patrícia António Branco) é uma cantora-compositora, dançarina e percussionista angolana.

## Vida e Carreira

### Juventude e Educação
Vivalda Ndula nasceu em Luanda, Angola. Ela é a sexta de dez irmãos. O seu pai foi um ex-soldado da FAPLA durante o período da Guerra Civil Angolana. Quando ele retornou da guerra, devido a sua instabilidade psicológica, a mãe da Ndula se preocupou com a segurança dos filhos, e fugiu levando consigo todos eles, inclusive Ndula. Dois anos depois, o pai dela morreu quando tinha apenas 9 anos. No final da adolescência, ela foi jogadora de futebol e entrou em um time da segunda divisão que se chamava Footscola, em Terra Nova. Ela recebeu uma bolsa de estudos da Footscola que permitiu que ela concluísse seus estudos pré-universitários em Ciências Sociais na escola privada Cruz Linda em Luanda.
Vivalda Ndula começou a sua carreira artística como dançarina contratada pela MINESSA Companhia de Dança Afro-contemporânea até 2004. Mais tarde, mudou-se para a Companhia de Dança Afro-contemporânea MANESSÉMA onde realizou uma turnê na Espanha, participando do 7º Festival Internacional de Música e Dança Tradicional em Valência. Além disso, ela foi co-apresentadora do programa da Televisão Pública de Angola "Estrelas ao Palco" em 2004.
Enquanto estudava para obter o título de bacharel em Relações Internacionais pela Universidade UPRA em Luanda, Ndula trabalhava como assistente do ex-embaixador do Japão em Angola. Sr. Kazuhiko Koshikawa ajudou a pagar os estudos dos seus três irmãos e irmãs mais novos e também apoiou financeiramente a sua mãe viúva que vivia em Angola, onde a vida socioeconômica e política era muito instável. Depois, Ndula se mudou para os Estados Unidos, onde ela recebeu um diploma de pós-graduação na Houston Community College.
Em 2017, Ndula recebeu um Mestrado em Administração e Gestão de Indústrias Culturais pela Universidade Europeia Miguel de Cervantes, na Espanha.

### Carreira Musical
Em 2009, Ndula criou a companhia de Dança e Percussão Afro-contemporânea Karapinha Dura e começou a experimentar a fusão do som tradicional angolano com a música clássica.
O seu primeiro espetáculo musical foi o afro-contemporâneo “MUJÍTU” ou “O Convidado,” criado em 2010. O espetáculo foi escrito, produzido e dirigido por Ndula e estreou em 2011 em Luanda, e em Houston em 2013 durante o 6º Akwaaba Dance and Drum Festival.
Em 2013, Vivalda lançou o seu primeiro trabalho solo, o EP Insanidade Mental. Ela visitou os Estados Unidos com a turnê "Vivalda Ndula USA Tour 2014 – Henda Mua Ngola" para promover o álbum, apresentando-se em Washington D.C., Chicago, Nova Iorque, Austin e Houston.
Durante da sua carreira, Vivalda Ndula atuou em locais diversos como a Embaixada de Angola em Washington D.C., o Consulado de Angola em Houston, o Festival de Jazz de Montreal, o WOBEON World Music and Peace Festival (Austin), o Festival Globalquerque, e o Fethiye World Music Festival na Turquia. Em 2010, Ndula e sua banda cantaram na abertura do show de taiko Beat and Wind from Japanasia em Luanda.
Ndula teve como inspiração durante a sua juventude músicos e bandas angolanas e mundialmente influentes como Mito Gaspar, Bonga (músico), Waldemar Bastos, Ngola Ritmos, Miriam Makeba, Angelique Kidjo, Tina Turner e Ella Fitzgerald. Ela canta principalmente em português e kimbundo (língua nativa de Angola). O seu estilo mistura raízes tradicionais angolanas, jazz, rock e soul.

## Discografia
- DULA, 2018 (Álbum), ÁFRICA, 2015 (Álbum) INSANIDADE MENTAL, 2013 (EP)
COLABORAÇÕES:
| 2014, single "Mázui" com Kris Becker e Shiwei Wei e foi lançado durante seu show em Houston .
| 2016, single "Je t´aime" com Cheick Hamala Diabaté, foi indicado ao Grammy.
Insanidade Mental

### Tracklist
| N.º | Título                | Duração |  |
| 1.  | "Henda Mua Ngola"     |         |  |
| 2.  | "Sonho"               |         |  |
| 3.  | "Marcas Do Meu Olhar" |         |  |
| 4.  | "Njila"               |         |  |
| 5.  | "Insanidade Mental"   |         |  |
| 6.  | "Thought"             |         |  |

África
| N.º | Título                  | Duração |  |
| 1.  | "Ukina"                 |         |  |
| 2.  | "Henda Mua Ngola"       |         |  |
| 3.  | "Quiseste"              |         |  |
| 4.  | "Mázui"                 |         |  |
| 5.  | "Gibanu O Lu Kuaku Lue" |         |  |
| 6.  | "Lina"                  |         |  |
| 7.  | "Negro de Desejo"       |         |  |
| 8.  | "Flauta do Cantor"      |         |  |
| 9.  | "Africa"                |         |  |
| 10. | "Muloji"                |         |  |
| 11. | "Sem Intencão"          |         |  |

## Prêmios e indicações
| Ano  | Organização                 | Prêmio                         | Trabalhar         | Resultado             |  |
| ---- | --------------------------- | ------------------------------ | ----------------- | --------------------- |  |
| 2014 | Natal                       | Melhor Cantor, Compositor      | Insanidade Mental | Venceu                |  |
| 2014 | Natal                       | Espetáculo ao vivo             | Insanidade Mental | Venceu                |  |
| 2015 | Som StarAfrica              | Melhor Canção                  | África            | Indicado              |  |
| 2015 | 58º Prêmio Grammy Anual     | Melhor Álbum de Música Mundial | África            | 1º turno das votações |  |
| 2015 |                             |                                |                   |                       |  |
| 2016 | Prémios de Música de Angola | Melhor Afro-Jazz               | Flauta do Cantor  | Indicado              |  |